# Дейв Арнесън
Дейв Арнесън (на английски: Dave Arneson) е американски гейм дизайнер, възпитаник на Университета на Минесота, роден през 1947 г. в Минесота, САЩ. В началото на 1970-те, той и Гари Гигакс създават ролевата игра Dungeons & Dragons (D&D).

## Опит с военно-стратегическите игри
През 60-те Арнесън притежава възможността да се докосне до стратегическите военни игри (wargames), които той играе в собствения си клуб в Минесота. Някои аспекти от военните игри не му допаднат и с помощта на своята група той започва да проектира нови игрови светове. Бъдещият гейм дизайнер набляга на индивуалността на всеки персонаж, създавайки първите си светове.
Посещавайки Gen Con през 1970, Арнесън се запознава с Гари Гигакс. Те установили своите общи интереси и малко по-късно списали книгата Don’t Give up the Ship!, публикувана през 1971 от издателство Guidon Games.
Групата на Арнесън започва игра по Chainmail (написана от Гари Гигакс) – но Арнесън променя правилата на играта, ограничавайки историческата тема на Chainmail и масовите битки, и фокусирайки се върху по-малкия брой противникови единици и фентъзи.

## Blackmoor
Популярното произведение на Арнесън е Blackmoor – фентъзи свят в нестандартен средновековен стил с много барут, оръжия и подводници и с акцент на ролевото отиграване и разказване. В този свят влизат в употребата точките кръв (hit-points), защитният клас (Armor Class – AC) и създаването и развитието на игрови персонажи.
Тези правила се налагат и в основата на Dungeons and Dragons. След известна кореспонденция между Гигакс (който бил вдъхновен от идеята на сетинга) и Арнесън, заедно те желаят да публикуват на пазара техния нов продукт Dungeons and Dragons. Въпреки финансовия недостиг на Арнесън, благодарение на помощта на Don Kaye, най-популярната ролева игра била публикувана през 1974. Blackmoor станал втория основен сетинг за Dungeons and Dragons.
През 1979 Arneson завел първото от пет дела срещу Gygax и TSR заради интелектуална кражба в по-нататъчните версии на Dugeons and Dragons. Тогава създателят на Blackmoor напуска TSR.

## След TSR
В началото на 1980-те Арнесън основава своя фирма за игри с миниатюри – Adventure Games. Освен игрите за фигурки Harpoon и JohnyReb Дейв създава и ролевата игра Adventures in Fantasy. Но работата се оказва твърде непоносилна за него и екипа на Adventure Games и фирмата се превръща в част от Flying Buffalo.
За кратко Арнесън се завръща в TSR (през периода около средата на 80-те), когато Гигакс е президент. Арнесън се заема с писането на модули (приключения) по Blackmoor и оглавява цяла линия от авторски модули. При пристигането на друг президент на TSR, Арнесън бива изгонен – това става точно преди публикуванео на петия модул.
Със създадената от Арнесън компютърна фирма 4D Interactive System, той навлиза в компютърната индустрия.
Следващите му години преминават в Калифорния, където преподава на деца със специално обучение и общува с множество почитатели на Dungeons and Dragons. Арнесън и Дъстин Клингман оглавяват Zeitgeist Games, за да създадат нова версия на сетинга Blackmoor. Goodman Games са тези, които през 2004 година публикуват и разпространяват новата версия.

## Интересни факти
- Макар и да е в 50-те си години, Арнесън все още е активен ролеви играч и почитател на хобито.
- Дейв Анерсън участва във филма Dungeons and Dragons като един от много магьосници, мятащи огнени топки по един дракон.